# Józef Skowron
Józef Skowron (ur. 24 stycznia 1917 w Ostrowitem Prymasowskim, zm. 17 sierpnia 1995 w Witkowie) – polski sierżant pilot walczący w 300 dywizjonie bombowym „Ziemi Mazowieckiej” w czasie II wojny światowej. Zaliczył 52 loty bojowe przeciwko Niemcom jako lotnik Polskich Sił Powietrznych w Wielkiej Brytanii.

## Służba wojskowa
W 1937 rozpoczął służbę w 3 pułku lotniczym w Poznaniu. W 1939 otrzymał awans na kaprala i rozpoczął szkolenie w Oficerskiej Szkole Lotnictwa w Dęblinie, gdzie zastał go wybuch wojny.
Przez Węgry i Francję dotarł do Wielkiej Brytanii, gdzie do 1942 ukończył trzy szkoły lotnicze Royal Air Force i otrzymał stopień Warrant Officer. Przydzielony został do polskiego dywizjonu 300, w którym do roku 1944 był dowódcą załogi na samolotach Vickers Wellington i Avro Lancaster w 52 lotach bojowych nad III Rzeszą i okupowanymi przez nią krajami.
W latach 1944–1946 latał jako pilot transportujący samoloty i sprzęt z baz lotniczych w Wielkiej Brytanii na Bliski Wschód, a 29 kwietnia 1947 powrócił do polskiego Witkowa, gdzie był represjonowany i szykanowany (jak większość żołnierzy Polskich Sił Zbrojnych na Zachodzie) przez komunistyczne władze, które nie pozwoliły mu na powrót do lotnictwa.
Po śmierci został pochowany z honorami wojskowymi na cmentarzu parafialnym w rodzinnej miejscowości.
W 2015 pośmiertnie został awansowany do stopnia podporucznika.
W 2016 została wydana publikacja książkowa pt. Sierż. Józef Skowron autorstwa Grzegorza Korcza, opublikowana w wydawnictwie „Gretza” w serii „Zapomniani bohaterowie”.

## Ordery i odznaczenia
- Krzyż Srebrny Orderu Wojennego Virtuti Militari
- Krzyż Walecznych – trzykrotnie
- Medal Lotniczy – dwukrotnie
- Odznaczenia brytyjskie[1]

## Upamiętnienie
- W 2015 odbyła się uroczystość państwowa z okazji 20-lecia jego śmierci. Uroczystość objął honorowym patronatem minister obrony narodowej Tomasz Siemoniak, a partnerstwo strategiczne objęły Dowództwo 3. Skrzydła Lotnictwa Transportowego w Powidzu oraz Dowództwo 33. Bazy Lotnictwa Transportowego w Powidzu[5].
- W 2016 jego imieniem nazwano rondo w Witkowie (u zbiegu ulic Czerniejewskiej, Braci Łukowskich i Płk. Hynka), a także umieszczno tam tablicę pamiątkową na jego cześć. Uroczystość objął honorowym patronatem Prezydent Rzeczypospolitej Polskiej Andrzej Duda[6].